# Luxilus chrysocephalus
Luxilus chrysocephalus är en fiskart som beskrevs av Rafinesque 1820. Luxilus chrysocephalus ingår i släktet Luxilus och familjen karpfiskar. IUCN kategoriserar arten globalt som livskraftig. Inga underarter finns listade i Catalogue of Life.